# Krasimir Čomakov
Krasimir Čomakov (in bulgaro Красимир Чомаков?, traslitterazione anglosassone: Krassimir Chomakov; Plovdiv, 8 giugno 1977) è un ex calciatore bulgaro, di ruolo centrocampista.

## Carriera

### Club
Cresciuto calcisticamente nella squadra della sua città natale, il Marica Plovdiv, esordisce nella massima serie bulgara nella stagione 1996-1997.
Dal 1997 al 2000 gioca nel CSKA Sofia, con la cui maglia si mette in luce e guadagna le prime convocazioni in nazionale.
Nell'estate 2000 viene acquistato dal Lecce, che lo gira immediatamente in prestito al Ravenna, nella Serie B italiana. Prelevato nell'ambito dell'operazione che porta nella città romagnola Emiliano Biliotti, la stagione della sua squadra termina con la retrocessione.
Rientrato al Lecce, dove non viene ancora utilizzato, è poi ceduto nel gennaio 2002 ancora in prestito ai greci del Panionios.
Dal 2002 torna in Italia per giocare nelle serie minori con il Boca San Lazzaro.
Nel gennaio 2007 viene mandato in prestito al Pizzighettone, in Serie C1. A fine stagione viene acquistato alla Cremonese.
Il 2 febbraio 2009 passa al Lecco.
Nel 2010 fa ritorno in patria allo Spartak Plovdiv.
Nell'ottobre 2010 rientra in Italia dove disputa il campionato di Promozione militando nelle file dello Zola Predosa.
Nell'estate 2012 fa, all'età di 35 anni, un doppio salto di categoria e approda al Castenaso, in serie D, tornando vicino all'amata San Lazzaro di Savena, dove fu per anni l'idolo dei tifosi.
Nel 2014 firma con il Comacchio Lidi (nel 2015 diventerà Comacchiese 2015) dove gioca come calciatore e allenatore fino al 2019 dove all'età di 42 anni chiude la sua carriera

### Nazionale
Ha giocato nella Nazionale bulgara, esordendo nel Torneo dell'indipendenza il 20 luglio 1995.
Si è messo in luce soprattutto nel periodo delle qualificazioni al campionato del mondo 2002, dove ha messo a segno 2 gol contro Islanda ed Irlanda del Nord.
Vanta in tutto 18 presenze in nazionale, condite da 5 reti.

## Statistiche

### Cronologia presenze in nazionale
| Cronologia completa delle presenze e delle reti in nazionale ― Bulgaria | Cronologia completa delle presenze e delle reti in nazionale ― Bulgaria | Cronologia completa delle presenze e delle reti in nazionale ― Bulgaria | Cronologia completa delle presenze e delle reti in nazionale ― Bulgaria | Cronologia completa delle presenze e delle reti in nazionale ― Bulgaria | Cronologia completa delle presenze e delle reti in nazionale ― Bulgaria | Cronologia completa delle presenze e delle reti in nazionale ― Bulgaria | Cronologia completa delle presenze e delle reti in nazionale ― Bulgaria |
| Data                                                                    | Città                                                                   | In casa                                                                 | Risultato                                                               | Ospiti                                                                  | Competizione                                                            | Reti                                                                    | Note                                                                    |
| ----------------------------------------------------------------------- | ----------------------------------------------------------------------- | ----------------------------------------------------------------------- | ----------------------------------------------------------------------- | ----------------------------------------------------------------------- | ----------------------------------------------------------------------- | ----------------------------------------------------------------------- | ----------------------------------------------------------------------- |
| 20-7-1995                                                               | Kuala Lumpur                                                            | Uzbekistan                                                              | 0 – 0                                                                   | Bulgaria                                                                | Pestabola Merdeka 1995 - 1º turno                                       | -                                                                       |                                                                         |
| 22-7-1995                                                               | Kuala Lumpur                                                            | Bulgaria                                                                | 0 – 0                                                                   | Vasas                                                                   | Pestabola Merdeka 1995 - 1º turno                                       | -                                                                       |                                                                         |
| 25-7-1995                                                               | Kuala Lumpur                                                            | Iraq                                                                    | 1 – 0                                                                   | Bulgaria                                                                | Pestabola Merdeka 1995 - Semifinale                                     | -                                                                       |                                                                         |
| 29-7-1995                                                               | Kuala Lumpur                                                            | Malaysia                                                                | 0 – 2                                                                   | Bulgaria                                                                | Pestabola Merdeka 1995 - Finale 3º posto                                | -                                                                       |                                                                         |
| 6-9-1995                                                                | Tirana                                                                  | Albania                                                                 | 1 – 1                                                                   | Bulgaria                                                                | Qual. Euro 1996                                                         | -                                                                       | 77’                                                                     |
| 11-10-1995                                                              | Tbilisi                                                                 | Georgia                                                                 | 2 – 1                                                                   | Bulgaria                                                                | Qual. Euro 1996                                                         | -                                                                       | 58’                                                                     |
| 9-2-2000                                                                | Valparaíso                                                              | Slovacchia                                                              | 0 – 1                                                                   | Bulgaria                                                                | Amichevole                                                              | 1                                                                       |                                                                         |
| 15-2-2000                                                               | Valparaíso                                                              | Australia                                                               | 1 – 1                                                                   | Bulgaria                                                                | Amichevole                                                              | -                                                                       | 52’                                                                     |
| 24-1-2001                                                               | Morelia                                                                 | Messico                                                                 | 0 – 2                                                                   | Bulgaria                                                                | Amichevole                                                              | 1                                                                       |                                                                         |
| 28-1-2001                                                               | Kingston                                                                | Giamaica                                                                | 0 – 0                                                                   | Bulgaria                                                                | Amichevole                                                              | -                                                                       |                                                                         |
| 28-2-2001                                                               | Amman                                                                   | Giordania                                                               | 0 – 2                                                                   | Bulgaria                                                                | Amichevole                                                              | 1                                                                       |                                                                         |
| 24-3-2001                                                               | Sofia                                                                   | Bulgaria                                                                | 2 – 1                                                                   | Islanda                                                                 | Qual. Mondiali 2002                                                     | 1                                                                       |                                                                         |
| 28-3-2001                                                               | Sofia                                                                   | Bulgaria                                                                | 4 – 3                                                                   | Irlanda del Nord                                                        | Qual. Mondiali 2002                                                     | 1                                                                       | 36’                                                                     |
| 25-4-2001                                                               | Oslo                                                                    | Norvegia                                                                | 2 – 1                                                                   | Bulgaria                                                                | Amichevole                                                              | -                                                                       | 80’                                                                     |
| 2-6-2001                                                                | Belfast                                                                 | Irlanda del Nord                                                        | 0 – 1                                                                   | Bulgaria                                                                | Qual. Mondiali 2002                                                     | -                                                                       |                                                                         |
| 6-6-2001                                                                | Reykjavík                                                               | Islanda                                                                 | 1 – 1                                                                   | Bulgaria                                                                | Qual. Mondiali 2002                                                     | -                                                                       | 65’                                                                     |
| 15-8-2001                                                               | Sofia                                                                   | Bulgaria                                                                | 1 – 0                                                                   | Macedonia                                                               | Amichevole                                                              | -                                                                       | 70’                                                                     |
| 1-9-2001                                                                | Ta' Qali                                                                | Malta                                                                   | 0 – 2                                                                   | Bulgaria                                                                | Qual. Mondiali 2002                                                     | -                                                                       | 55’                                                                     |
| Totale                                                                  |                                                                         | Presenze                                                                | 18                                                                      |                                                                         | Reti                                                                    | 5                                                                       |                                                                         |

## Palmarès

### Club

#### Competizioni nazionali
- Coppa di Bulgaria: 1

CSKA Sofia: 1998-1999
- Serie D: 1

Boca San Lazzaro: 2005-2006